# 크루신카
크루신카(우크라이나어: Крушинка)는 우크라이나 키예프주의 바실키프 지역에 있는 마을이다. 현재 347명이 거주하고 있다.

## 역사
크루신카는 적어도 16세기 전부터 있었던 것으로 알려져 있다. 전설에 따르면 우크라이나어로 갈매나무의 이름인 크루신카(Крушинка, Kruschyna)에서 유래했다고 한다. 이 마을이 처음 언급된 것은 1851년이다.
독일이 점유했던 시절엔 많은 거주민들이 독일 제국의 노동자로 끌려갔다.

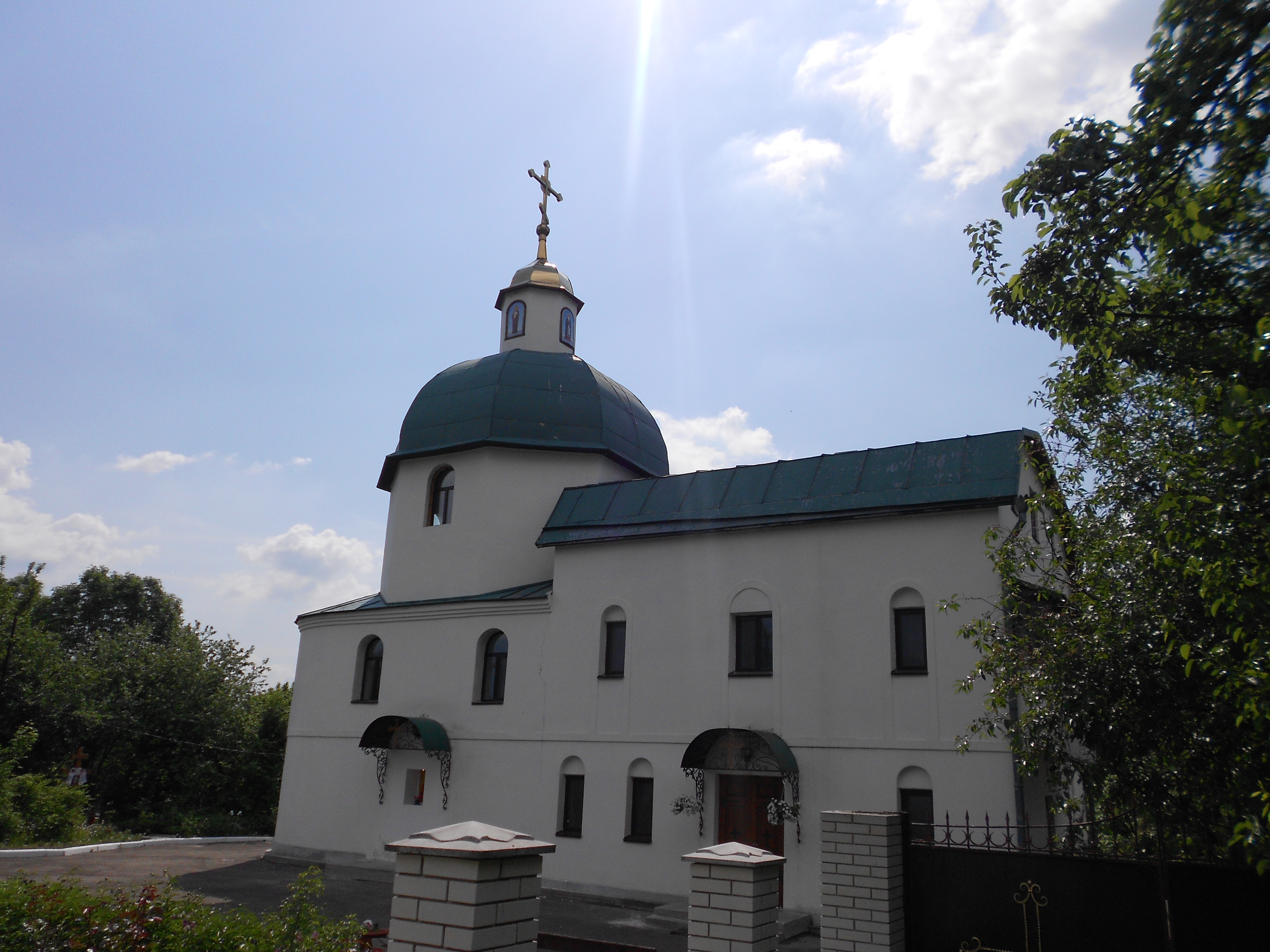
마을 중앙의 교회, 2013.

교회는 19세기에 지어졌으나 소련 시절에 파괴되었고 이후 1990년대에 다시 재건하였다.

## 행정 구역
이 마을은 시내인 크루신카 뿐만 아니라 보리스위프(우크라이나어: Борисів), 디리브얀키(우크라이나어: Дерев'янки ), 잘즈네(우크라이나어: Дерев'янки ), 말라 부게이브카(우크라이나어: Мала Бугаївка), 젤레니 비르(우크라이나어: Зелений Бір) 지역도 포함한다.

## 교통

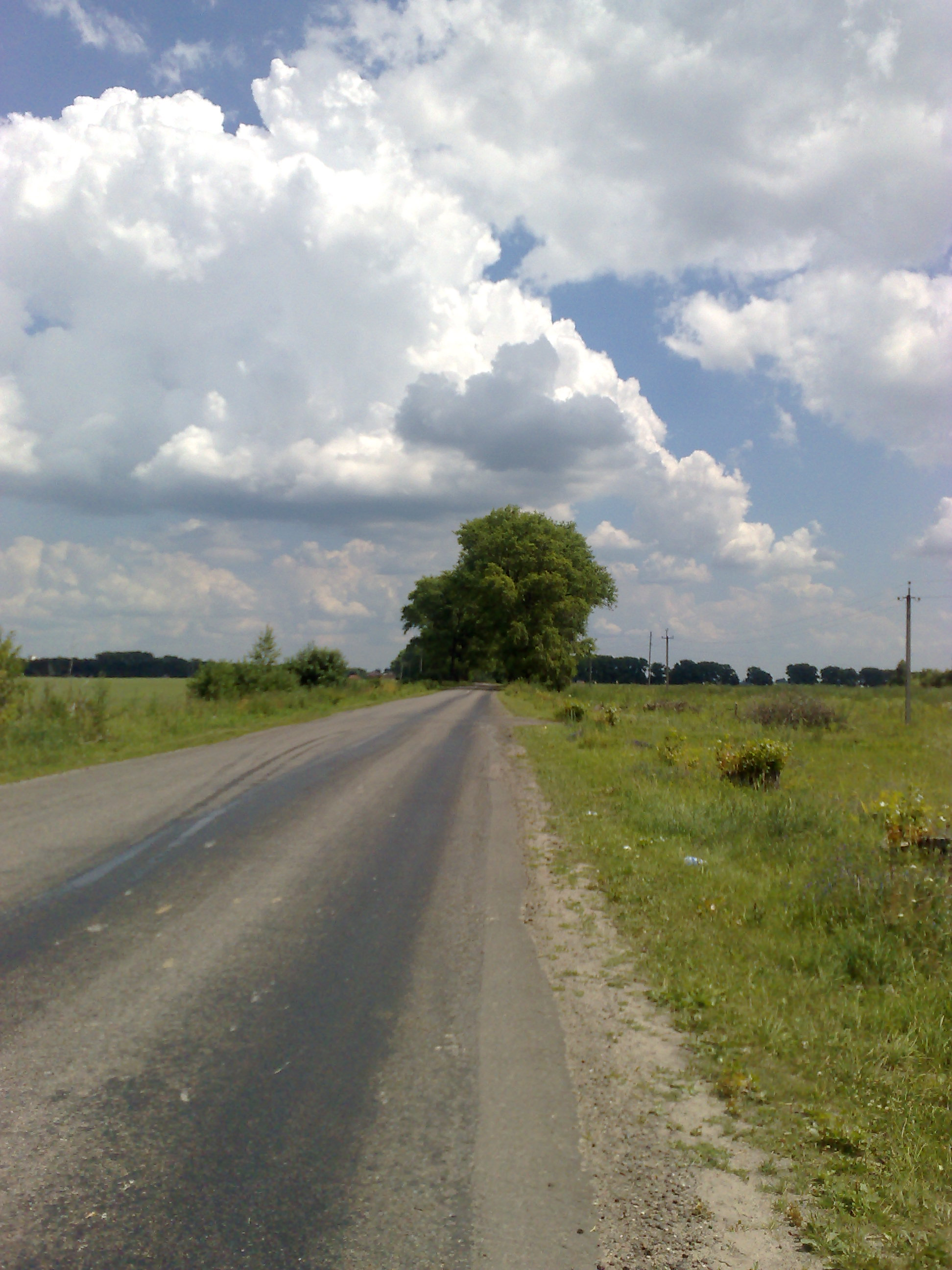
크루신카의 길.

이 지역은 수도에서 가까운 것으로 알려져 있다.
수도 키예프에서 바실키프로 가는 버스가 이 곳에서 정차한다.